# Rico Noel
Jablonski Rico Noel (né le 11 janvier 1989 à Ville Platte, Louisiane, États-Unis) est un joueur de champ extérieur de la Ligue majeure de baseball.

## Carrière
Joueur des Chanticleers de la Coastal Carolina University, Rico Noel évolue d'abord à la position de deuxième but, avant d'être muté au champ centre à sa deuxième année d'université. Il est repêché  par les Padres de San Diego au 5e tour de sélection en 2010 et signe un premier contrat professionnel bonifié d'une prime à la signature de 163 000 dollars.
Noel réussit 270 buts volés durant sa carrière en ligues mineures avec des clubs affiliés aux Padres, de 2010 à 2015. À l'origine un frappeur droitier, il s'entraîne dans les mineures à être frappeur ambidextre.
Durant l'hiver 2014-2015, Noel s'aligne avec l'équipe des Tomateros de Culiacán de la Ligue mexicaine du Pacifique qui perd en finale de la Série des Caraïbes 2015.
Noel est libéré de son contrat par San Diego en juin 2015 alors qu'il jouait chez les Chihuahuas d'El Paso, le club-école Triple-A des Padres. Le 2 juillet 2015, il est mis sous contrat par les Yankees de New York et rejoint leur club-école à l'échelon le plus élevé, les RailRiders de Scranton/Wilkes-Barre.
Le 2 septembre 2015, Rico Noel fait à 26 ans ses débuts dans le baseball majeur avec les Yankees. Il dispute 15 matchs en fin de saison, s'amenant surtout comme coureur suppléant et réussissant 5 vols de buts en 7 tentatives. Il obtient deux passages au bâton et réussit son premier coup sûr dans les majeures le 3 octobre 2015 contre le lanceur Oliver Drake des Orioles de Baltimore.
Après être devenu agent libre, Noel signe un contrat avec les Dodgers de Los Angeles le 17 décembre 2015.